# Oplachantha viriata
Oplachantha viriata är en tvåvingeart som beskrevs av Günther Enderlein 1921. Oplachantha viriata ingår i släktet Oplachantha och familjen vapenflugor.
Artens utbredningsområde är Peru. Inga underarter finns listade i Catalogue of Life.